# Abelater
Abelater es un género de escarabajos de la familia Elateridae.

## Especies
- Abelater babanus Kishii, 1989
- Abelater bivittatus (Candèze, 1878)
- Abelater bousaianus Kishii, 1991
- Abelater brancuccii Schimmel, 2004
- Abelater cinctus (Fleutiaux, 1916)
- Abelater cruciellus (Candèze, 1894)
- Abelater davaoensis Ôhira, 1973
- Abelater gratus (Fauvel, 1904)
- Abelater haucki Schimmel, 2006
- Abelater himalayanus Schimmel, 2004
- Abelater infimus (Candèze, 1875)
- Abelater iriomotensis Kishii, 1985
- Abelater maculatus (Fleutiaux, 1918)
- Abelater makiharai Ôhira, 1970
- Abelater mindanaoensis Ôhira, 1973
- Abelater miyatakei Ôhira, 1973
- Abelater morio (Candèze, 1878)
- Abelater nigritulus (Candèze, 1882)
- Abelater nigrolineatus Kishii, 1991
- Abelater philippinensis (Fleutiaux, 1916)
- Abelater picturatus (Fauvel, 1904)
- Abelater pulcherus (Miwa, 1933)
- Abelater rixosus (Candèze, 1897)
- Abelater rubiginosus (Candèze, 1878)
- Abelater rufus Fleutiaux, 1947
- Abelater satoi (Ôhira, 1968)
- Abelater sexpustulatus (Schwarz, 1902)
- Abelater shirozui (Kishii, 1959)
- Abelater sinensis Schimmel, 2004
- Abelater singularis (Candèze, 1897)
- Abelater taiwanus Kishii, 1989
- Abelater trivittatus (Schwarz, 1901)